# Verwaltungsgemeinschaft Lichtetal am Rennsteig
De Verwaltungsgemeinschaft Lichtetal am Rennsteig in het Thüringische landkreis Saalfeld-Rudolstadt was een gemeentelijk samenwerkingsverband waarbij vier gemeenten waren aangesloten. Het bestuurscentrum bevond zich in Lichte.

## Geschiedenis
Op 1 januari 2019 werd de Verwaltungsgemeinschaft opgeheven en werden de gemeenten Lichte en Piesau opgenomen in de gemeente Neuhaus am Rennweg en de gemeenten Reichmannsdorf en Schmiedefeld in de gemeente Saalfeld/Saale.

## Deelnemende gemeenten
De volgende gemeenten maakten deel uit van de Verwaltungsgemeinschaft:
1. Lichte
2. Piesau
3. Reichmannsdorf
4. Schmiedefeld